# Siła przyciągania
Siła przyciągania (niem. Freier Fall) − niemiecki dramat obyczajowy z 2013 roku w reżyserii Stephena Lacanta z Hanno Kofflerem i Maksem Riemeltem w rolach głównych. Zdjęcia kręcono w Ludwigsburgu i Stuttgarcie.
Światowa premiera obrazu miała miejsce 8 lutego 2013 roku podczas 63. MFF w Berlinie. Film trafił do dystrybucji w maju 2013, a we wrześniu trafił do dystrybucji w Polsce dzięki Tongariro Releasing.

## Fabuła i odbiór
Fabuła filmu traktuje o losach Marca i Kaya, dwóch kadetów szkoły policyjnej, których łączy skrywany romans.
Siła przyciągania zebrała pozytywne recenzje krytyków. Dziennikarze filmowi określili film jako niemiecką odpowiedź na Tajemnicę Brokeback Mountain (2005).

## Obsada
- Hanno Koffler − Marc Borgmann
- Max Riemelt − Kay Engel
- Katharina Schüttler − Bettina Bischoff
- Oliver Bröcker − Frank Richter
- Stephanie Schönfeld − Claudia Richter
- Britta Hammelstein − Britt Rebmann
- Shenja Lacher − Gregor Limpinski
- Maren Kroymann − Inge Borgmann
- Luis Lamprecht − Wolfgang Borgmann

## Nagrody i wyróżnienia
- 2013, 63. Międzynarodowy Festiwal Filmowy w Berlinie:
  - nominacja do nagrody dla najlepszego filmu debiutanckiego (wyróżnieni: Stephan Lacant, studio Kurhaus Production)[6]
  - nominacja do nagrody Teddy dla najlepszego filmu o tematyce LGBT (Stephan Lacant, studio Kurhaus Production)[6]
- 2013, Baden-Baden TV Film Festival:
  - nominacja do nagrody MFG Star (Stephan Lacant, studio Kurhaus Production)[6]
- 2013, Philadelphia International Gay & Lesbian Film Festival:
  - 3 nagrody jurorów dla najlepszego filmu fabularnego (Stephan Lacant, Kurhaus Production)[6]
- 2013, Schwerin Art of Film Festival:
  - nagroda Direction (Stephan Lacant, Kurhaus Production)[6]
- 2013, Lubuskie Lato Filmowe:
  - nominacja do nagrody Złote Grono (udział w konkursie głównym − Stephan Lacant)[7]
- 2014, German Film Critics Association Awards:
  - nominacja do nagrody German Film Critics w kategorii najlepszy debiutancki film fabularny  (Stephan Lacant)[6]